# Асланова, Мария Илларионовна
Мария Илларионовна Асланова (Матвиенко) (12 февраля 1920, Воронежская губерния — 12 декабря 2014, Ростов-на-Дону) — советская работница сельского хозяйства, Герой Социалистического Труда.

## Биография
Родилась 12 февраля 1920 года в селе Лофицком (ныне — Богучарского района Воронежской области) в семье крестьянина. Девичья фамилия — Матвиенко.
В 1929 году пошла в школу и в 1936 году окончила семь классов.
С 16 лет пошла работать в Шахтинский лесопитомник, где проработала до 1938 года. В 1938 году семья переехала жить в совхоз «Реконструктор» Аксайского района Ростовской области. Здесь Асланова вначале работала рабочей. А в 1939 году, окончив в Москве курсы мастеров-стахановцев виноградарства, стала работать звеньевой на винограднике. С 1944 года работала бригадиром виноградарской бригады.
С 1955 по 1962 год не работала по состоянию здоровья. В 1962 году переехала жить в Ростов-на-Дону, где с 1962 по 1975 год работала на заводе «Ростсельмаш» газорегулировщицей.
В 1975 году вышла на заслуженный отдых. Умерла 12 декабря 2014 года на 95-м году жизни.

## Награды
- За получение высокого урожая винограда в 1948 году — 96 центнеров с гектара на площади 10 гектаров, Указом Президиума Верховного Совета СССР от 5 октября 1949 года М. И. Матвиенко было присвоено звание Героя Социалистического Труда[2].
- В 1955 году за успехи в социалистическом соревновании награждена «Малой серебряной медалью» и медалью «За доблестный труд в Великой Отечественной войне 1941—1945 гг.».
- В 1974 году получила знак «Победитель социалистического соревнования».
- В 1995 году награждена медалью «50 лет Победы в Великой Отечественной войне 1941—1945 гг.».
- В 2005 году получила медаль «60 лет Победы в Великой Отечественной войне 1941—1945 гг.».
- Ветеран труда.